# Мелерішка
Мелерішка (рум. Mălărișca) — село у повіті Мехедінць в Румунії. Входить до складу комуни Подень.
Село розташоване на відстані 283 км на захід від Бухареста, 28 км на північ від Дробета-Турну-Северина, 142 км на південний схід від Тімішоари, 116 км на північний захід від Крайови.

## Населення
За даними перепису населення 2002 року у селі проживали 189 осіб, усі — румуни. Усі жителі села рідною мовою назвали румунську.